# Indiana Jones (franchise)
Indiana Jones er en amerikansk mediefranchise, skabt af Steven Spielberg og George Lucas, centreret om en række film udgivet af Lucasfilm. Franchisen handler om arkæologen og eventyreren Indiana Jones, som finder mystiske skatte på sine rejser.

## Karakterer
- Indiana Jones: En arkæolog der finder mystiske skatte på sine rejser rundt i verden, Marion Ravenwood's mand, samt far til Mutt Williams. Hans rigtige navn er Henry Jones Jr, da han er søn af Henry Jones Sr.
- Marion Ravenwood: Indiana Jones' kone, som han mødte i den egyptiske ørken, på jagt efter Pagtens Ark, og mor til Mutt Williams.
- Henry Jones Sr: Indiana Jones' far, som også er en habil arkæolog, og eventyrer.
- Mutt Williams: Indiana Jones og Marion Ravenwood's søn., som Indiana Jones ikke anede noget om, men han dog bliver mentor for.
- Sallah: Indiana Jones' gode ven fra Egypten, som ofte hjælper ham under hans eventyr.
- Marcus Brody: En anden ven af Indiana Jones, som også ofte hjælper ham under eventyrene.

## Medier

### Film
- Indiana Jones og Jagten på den forsvundne skat (1981)
- Indiana Jones og templets forbandelse (1984)
- Indiana Jones og det sidste korstog (1989)
- Indiana Jones og Krystalkraniets Kongerige (2008)
- Indiana Jones and the Dial of Destiny (2023)

### Spil
- Indiana Jones and the Last Crusade: The Action Game (1989)
- Indiana Jones and the Fate of Atlantis (1992)
- Indiana Jones and the Infernal Machine (1999)
- Indiana Jones and the Emperor's Tomb (2003)
- LEGO Indiana Jones: The Original Adventures (2008)
- Indiana Jones and the Staff of Kings (2009)

### Tv-serier
- The Chronicles of Young Indiana Jones (1995)
- LEGO Indiana Jones and the Raiders of the Lost Brick (2008)